# The Thin Pink Line
The Thin Pink Line ist eine US-amerikanische Filmkomödie aus dem Jahr 1998. Joe Dietl und Michael Irpino führten Regie und schrieben das Drehbuch.

## Handlung
Ein Team der Filmemacher dreht einen Dokumentarfilm über einen Haftinsassen, der zum Tod verurteilt wurde. Sie interviewen ihn und seine Verwandte.
Der Häftling betont, er sei unschuldig. Er ist homosexuell, was in zahlreichen Witzen thematisiert wird.

## Sonstiges
Die Komödie wurde mit dem Untertitel „The Making of the Making of a Documentary“ veröffentlicht. Der eigentliche Titel knüpft an den Titel eines bekannten Dokumentarfilms von Errol Morris über die Todeskandidaten, The Thin Blue Line aus dem Jahr 1988, an.